# Теорема Абеля о неразрешимости уравнений в радикалах
Теорема Абеля, иногда назваемая теоремой Абеля — Руффини, утверждает, что общее алгебраическое уравнение степени {\displaystyle n\geqslant 5} неразрешимо в радикалах.

## Подробности
Теория Галуа описывает группу перестановок корней многочленов.
Современное доказательство теоремы основано на двух следующих фактах:
- При степени {\displaystyle n} многочлена больше или равной 5 группой Галуа многочлена является группа перестановок {\displaystyle S_{n}}[2].
- При {\displaystyle n\geqslant 5} группа перестановок {\displaystyle S_{n}} не является разрешимой[3].

Легко видеть, что значительная часть доказательства «спрятана» в теорию Галуа.
Теорема Абеля — Руффини не заявляет о том, что общее уравнение {\displaystyle n}-й степени при {\displaystyle n\geqslant 5} не имеет решения. Если допускать комплексные решения, то основная теорема алгебры гарантирует наличие решений. Суть теоремы Абеля — Руффини сводится к тому, что для произвольных уравнений степени больше четвёртой невозможно указать явную формулу для решений, то есть формулу, определяющую все возможные решения и содержащую только арифметические операции и корни произвольной степени. 
Решения таких уравнений можно получить с любой желаемой точностью, используя численные методы, например метод Ньютона.
Кроме того, корни некоторых уравнений высших степеней можно выразить в радикалах. Например, уравнение {\displaystyle x^{5}-5x^{4}-10x^{3}-10x^{2}-5x-1=0} имеет корень {\displaystyle x=1+{\sqrt[{5}]{2}}+{\sqrt[{5}]{4}}+{\sqrt[{5}]{8}}+{\sqrt[{5}]{16}}}.
Хотя уравнение пятой степени неразрешимо в радикалах, для его корней существуют формулы с использованием тета-функций.

## Явные формулы для степеней меньше пятой
Для уравнений со степенью меньше, чем пятая, можно указать явную формулу решения. Этот факт можно рассматривать как «вторую часть» или как «обратную» теорему Абеля — Руффини. Хотя это утверждение не следует из теоремы Абеля — Руффини, оно верно: см. формулы Кардано (для уравнений третьей степени) и Феррари (для четвёртой).

## История

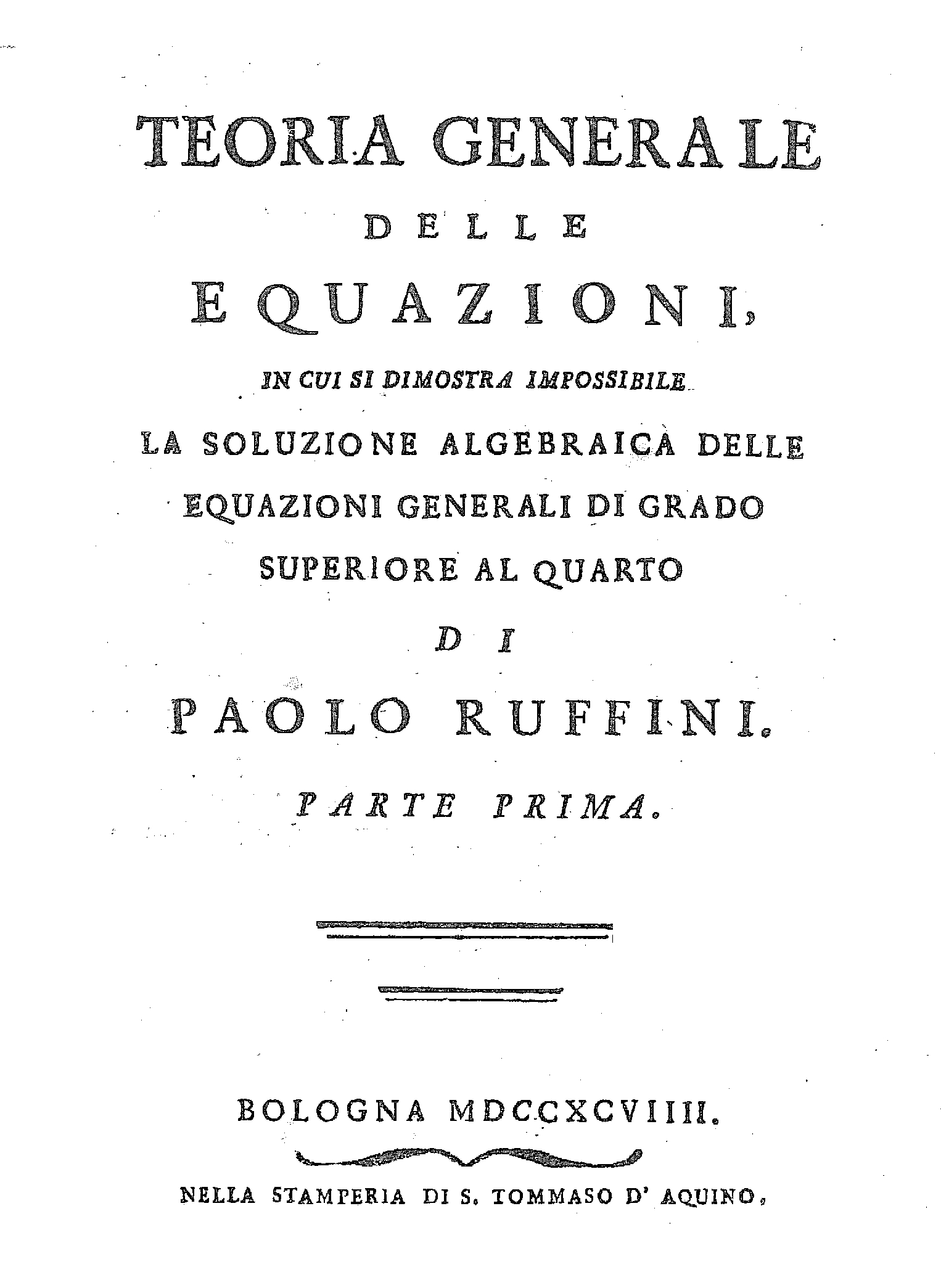
Руффини, Паоло, Teoria generale delle equazioni, 1799

Первое доказательство теоремы было опубликовано в 1799 году Руффини. В доказательстве было несколько неточностей. В 1824 году полное доказательство было опубликовано Абелем.
Их доказательства основывались на идеях Лагранжа, связанных с перестановками корней уравнения. Позже эти идеи были развиты в теории Галуа, которая позволила сформулировать современное изложение доказательств и послужила отправной точкой в развитии абстрактной алгебры.

## Разрешимые типы уравнений
Хотя теорема утверждает, что уравнения не имеют общей формулы для решения, некоторые типы уравнений высоких степеней допускают точные решения. Среди них:
- Однородное уравнение
- Возвратное уравнение